# Aquilolamna
Aquilolamna milarcae ist ein kreidezeitlicher Knorpelfisch, dessen fossile Überreste in der Lagerstätte bei Vallecillo in Nordost-Mexiko gefunden wurden. Die Art war wahrscheinlich ein Planktonfresser ähnlich den Mantarochen oder Walhaien. Der wissenschaftliche Name bezieht sich auf Aquila (lateinisch Adler) und die Haigattung Lamna (Heringshaie), als Trivialnamen schlugen die Autoren Adlerhai vor.

## Merkmale
Aquilolamna ist bisher nur von einem Fund (dem Holotyp) bekannt, der den vollständigen Körper umfasst. Das Tier liegt dabei auf der Platte flach zusammengedrückt auf dem Bauch, bis auf den in Seitenansicht vorliegenden Schwanz. Das Tier hatte eine Gesamtlänge von 166 cm und eine Spannweite der Brustflossen von 190 cm. Dieses Übertreffen der Körperlänge durch die Spannweite unterscheidet die Art von allen anderen bekannten Haien.
Der Kopf ist im Holotyp stark gequetscht, so dass viele Details nicht klar erkennbar sind. Er ist kurz und breit und macht etwa 10 % der Rumpflänge aus, besitzt keine auffällige Schnauze und ein fast endständiges Maul. Die Kiefer sind lang und reichen bis zum Hinterhauptbein. Zähne sind nicht erhalten.
Die Brustflossen sind stark ausgeprägt mit relativ breiter Basis und weisen sichelförmig leicht nach vorne mit nach hinten gebogenen Enden. Sie werden von mindestens 70 Knorpelstrahlen gestützt, die zur Vorderkante der Flosse weisen und teilweise am Vorderende gegabelt sind.
Der Rumpf ist schlank und zusammen mit dem Kopf 122 cm lang. Er weist 105 Wirbel auf, deren vorderste nicht verschmolzen sind, was eine Zugehörigkeit zu den Rochen ausschließt. Rücken-, Bauch- oder Afterflossen waren am Holotyp nicht erkennbar, wobei unklar ist, ob sie im lebenden Tier fehlten oder nur nicht erhalten sind. Bei heutigen Haiarten fehlen Afterflossen häufig und die Rückenflossen sind variabel und oft entgegen den Brustflossen ausgeprägt, so dass eine kleine oder fehlende Rückenflosse für Aquilolamna wahrscheinlich scheint. Bauchflossen sind dagegen bei allen bekannten Haiarten vorhanden, auch da diese die männlichen Begattungsorgane (Klaspern) tragen, so dass sie beim Aquilolamna-Holotyp wahrscheinlich verloren gingen. Abdrücke von Muskulatur und Haut sind vorhanden, die Haut scheint glatt zu sein und keine Dentikel aufzuweisen.
Der 44 cm lange Schwanz hat 120 Wirbel. Die Schwanzflosse ist ausgeprägt heterocerk mit einem 51 cm langen, schlanken, etwa 27° nach oben gerichteten und einem kräftigeren, 21 cm langen und 55° nach unten gerichteten Lobus.

## Lebensweise
Der ungewöhnliche, so von keinem anderen Knorpelfisch bekannte Körperbau von Aquilolamna weist auf einen Planktonfresser hin. Er war wahrscheinlich ein aktiver, aber nicht sehr schneller Schwimmer, der vor allem seine Schwanzflosse und eventuell in geringerem Maß seine Brustflossen als Antrieb nutzte.
Zusammen mit Aquilolamna auf der gleichen Kalkplatte wurden ein Ammonit (Pseudaspidoceras pseudonodosoides) und drei Knochenfische gefunden: der Pflasterzahnfisch Paranursallia gutturosa (Familie Pycnodontidae), Goulmimichthys roberti (Ordnung Crossognathiformes, Familie Pachyrizodontidae) und der Eidechsenfischartige Rhynchodercetis regio (Familie Dercitidae).

## Systematik
Die höhere systematische Einordnung von Aquilolamna ist teilweise unsicher, auf Grund der Form der Wirbel und des Skeletts der Schwanzflosse wird eine Zugehörigkeit zu den Makrelenhaiartigen (Lamniformes) vermutet, zu denen auch zwei der rezenten, plaktonfressenden Haiarten, der Riesenhai (Cetorhinus maximus) und der Riesenmaulhai (Megachasma pelagios), gehören. Die Erstbeschreiber stellten für die Art eine neue Familie auf, zu der neben Aquilolamna auch das bisher nur von unter 2 mm großen, hakenförmigen Zähnen bekannte Taxon Cretomanta gehören könnte, das möglicherweise mit Aquilolamna gleich ist und dann ein älteres Synonym wäre. Eine weitere Art (Platylithophycus), die nur von ihren Kiemenbögen und angrenzenden Knorpelstrukturen bekannt ist und wahrscheinlich ein großer Planktonfresser war, könnte in die gleiche Familie gehören.